# Simone Zaza
Simone Zaza [siˈmoːne ˈdzaddza] (ur. 25 czerwca 1991 w Policoro) – włoski piłkarz, który występował na pozycji napastnika. W latach 2014–2018 reprezentant Włoch. Uczestnik Mistrzostw Europy 2016.
W swojej karierze występował m.in. w takich klubach jak: Juventus, US Sassuolo, Torino, Valencia CF, Atalanta BC czy West Ham United.

## Sukcesy

### Klubowe

#### Juventus
- Mistrzostwo Włoch: 2015/16, 2016/17
- Puchar Włoch: 2015/16